# Ab (vader)
Ab betekent "vader" in de meeste Semitische talen. In Aramese varianten is dit woord soms standaard weergegeven als Abba of Aba (oorspronkelijk had deze uitgang dezelfde betekenis als het bepaald lidwoord in andere talen). In het modern Hebreeuws wordt Abba of Aba informeel gebruikt voor pa of papa. Het Arabische equivalent van ab is Aboe (of Abu). In de Koptisch-orthodoxe Kerk wordt voor bisschoppen de aanspreektitel Anba gebruikt.

## Aramees
Het woord Abba wordt driemaal gebruikt in het Nieuwe Testament: in Marcus 14:36, Romeinen 8:15 en Galaten 4:6, en wordt steeds opgevolgd door het woord vader in de taal van de desbetreffende vertaling.

## Hebreeuws
In het huidige Israël noemen Hebreeuwssprekenden hun vader abba, het equivalent van papa in het Nederlands.
Het was de vertrouwelijke naam die kinderen voor hun vader gebruikten en had iets van het vertrouwelijke van het Nederlandse woord 'papa' in zich. Het behield weliswaar de waardigheid van het woord 'vader', zodat het dus onvormelijk en toch eerbiedig was. Het was daarom eerder een liefkozende aanspreekvorm dan een titel en behoorde tot de eerste woorden die een kind leerde spreken.
Abba was tevens een belangrijke rabbi die vermeld wordt in de Talmoed.

## Nederlands
De verbastering van het woord Abba heeft geleid tot de Europese term Abt.

## Schrijfwijze in semitische talen
- Arabisch: أَب (Ab), أبو (Aboe)
- Aramees: אב (Ab), אבא (Abba)
- Hebreeuws: אב (Av), אבי (Abi)
- Syrisch: ܐܒ (Ab), ܐܒܐ (Abo/Aba, afhankelijk van het westelijke of oostelijke dialect)